# Ptecticus tenuis
Ptecticus tenuis är en tvåvingeart som beskrevs av Ignaz Rudolph Schiner 1868. Ptecticus tenuis ingår i släktet Ptecticus och familjen vapenflugor.
Artens utbredningsområde är Colombia. Inga underarter finns listade i Catalogue of Life.